# Рудольф Касснер
Рудольф Касснер (нім. Rudolf Kassner; 11 листопада 1873, Гросс-Павловиц, Моравія, тоді Австро-Угорщина — 1 квітня 1959, кантон Вале, Швейцарія) — австрійський письменник, філософ культури, мислитель-есеїст, перекладач грецької філософії, англійської, французької і російської словесності.

## Біографія
Батьки — вихідці з Сілезії, батько — чеського, мати — німецького походження. Виріс в маленькому провінційному місті, виховувався вдома, часто і подовгу жив у селі. З дитинства страждав на поліомієліт, наслідки якого перебарывал волею і творчістю. Університетська освіта (філологія, філософія) отримав у Відні і Берліні, серед його викладачів були Моммзен, Трейчке, Гарнак. Захистив дисертацію про образі Вічного Жида у світовій поезії (1897). Багато подорожував (Велика Британія, Франція, Німеччина, Іспанія, Італія, Північна Африка, Індія, Бірма, Єгипет, Росія — не тільки Москва і Петербург, але і Крим, Кавказ, Середня Азія). Входив у вибрані артистичні кола Мюнхена, Відня, Берліна, Парижа. Був знайомий з Ф. Ведекиндом, Андре Жидом, Полем Валері, Метерлинком, Т. З. Еліотом, А. Ейнштейном, Р. Зиммелем, Гауптманом, С. Цвейгом, Д. Мережковським, дружив з Гофмансталем (з 1902) і Рільке (з 1907).
У роки нацизму і Другої світової війни жив і працював в ізоляції (його дружина була єврейкою, і публікуватися йому в 1933 заборонили). З допомогою друзів дружині вдалося перебратися до Швейцарії, куди в 1945 переїхав він сам і де прожив решту життя.

## Творчість і визнання
Сам Касснер ділив їм написане на три періоди: «естетичний» (1900—1908), «физиогномический» (1908—1938), «автобіографічний і мета-політичний» (після 1938-го). В цілому його думка рухається в руслі «філософії життя». Його ідеї і книги високо цінували Зиммель, Вальтер Беньямін, Дьордь Лукач (у ранній період), Томас Манн і багато інших. Гофмансталь і Рільке вважали Касснера найбільшим філософом культури; Рільке присвятив йому восьму зі своїх «Дуинских елегій».
Касснер був удостоєний премії Готфріда Келлера (1949), Великої державної премії Австрії в галузі літератури (1953), меморіальної премії Шиллера (1955).